# Turlock
Turlock, fundada en 1908, es una ciudad ubicada en el condado de Stanislaus en el estado estadounidense de California. En el año 2008 tenía una población de 70.158 habitantes y una densidad poblacional de 1.617,7 personas por km².

## Geografía
Turlock se encuentra ubicada en las coordenadas 37°30′21″N 120°50′56″O / 37.50583, -120.84889. Según la Oficina del Censo, la ciudad tiene un área total de 34,5 km² (13,3 mi²), de la cual 34,5 km² (13,3 mi²) es tierra y 0 km² (0 mi²) (0%) es agua.

## Demografía
Según la Oficina del Censo en 2000 los ingresos medios por hogar en la localidad eran de $59,050, y los ingresos medios por familia eran $59,312. Los hombres tenían unos ingresos medios de $35,801 frente a los $27,181 para las mujeres. La renta per cápita para la localidad era de $16,844. Alrededor del 12.4% de la población estaban por debajo del umbral de pobreza.